# انتقام المهووسين
انتقام المهووسين (بالإنجليزية: Revenge of the Nerds)‏ هو فيلم أمريكي من إخراج جيف كانيو وبطولة روبرت كارادين، أنتوني إدواردز، تيد ماكجينلي وبيرني كيسي. صدر الفيلم في 20 يوليو 1984.

## وصلات خارجية
- انتقام المهووسين على موقع IMDb (الإنجليزية)
- انتقام المهووسين على موقع ميتاكريتيك (الإنجليزية)
- انتقام المهووسين على موقع روتن توميتوز (الإنجليزية)
- انتقام المهووسين على موقع نتفليكس (الإنجليزية)
- انتقام المهووسين على موقع قاعدة بيانات الأفلام العربية
- انتقام المهووسين على موقع ألو سيني (الفرنسية)
- انتقام المهووسين على موقع Turner Classic Movies (الإنجليزية)
- انتقام المهووسين على موقع أول موفي (الإنجليزية)
- انتقام المهووسين على موقع بوكس أوفيس موجو (الإنجليزية)
- انتقام المهووسين على موقع فيلمافينيتي (الإسبانية)